# Промежность
Проме́жность (лат. perineum) — в широком смысле слова — комплекс мягких образований, расположенных между лобковыми костями спереди, седалищными буграми седалищных костей с боков и верхушкой копчика сзади. Пространство это занято мышцами и фасциями, образующими дно таза.
Промежность условно делят на два отдела, границей между которыми служит линия, соединяющая седалищные бугры. Передний отдел получил название мочеполовой диафрагмы, а задний — диафрагмы таза.
Через мочеполовую диафрагму у мужчин проходит только мочеиспускательный канал, а у женщин помимо него ещё и влагалище. Основу мочеполовой диафрагмы составляет глубокая поперечная мышца промежности. Эта мышца, расположенная между костями лобковой дуги, с обеих сторон покрыта фасцией, волокна мышцы имеют преимущественно поперечное направление. Часть мышечных волокон в том месте, где через мочеполовую диафрагму проходит мочеиспускательный канал, приобретают круговое направление и именуются наружным сфинктером мочеиспускательного канала (произвольным). У женщин волокна сфинктера мочеиспускательного канала охватывают также влагалище, оканчиваясь позади него в сухожильном центре промежности.
В области мочеполовой диафрагмы различают ещё мышцы, связанные с пещеристым и губчатым телом.
Через диафрагму таза проходит конечный участок прямой кишки. Здесь расположен наружный сфинктер заднего прохода. Наиболее крупной мышцей диафрагмы таза является мышца, поднимающая задний проход. Она начинается от стенок малого таза и, направляясь назад и книзу, охватывает прямую кишку, вплетаясь в наружный сфинктер заднего прохода. Эта мышца напоминает воронку, которая суживается книзу. Снаружи и изнутри она покрыта фасциями. Её функция заключается преимущественно в удержании внутренних органов, расположенных в малом тазу.

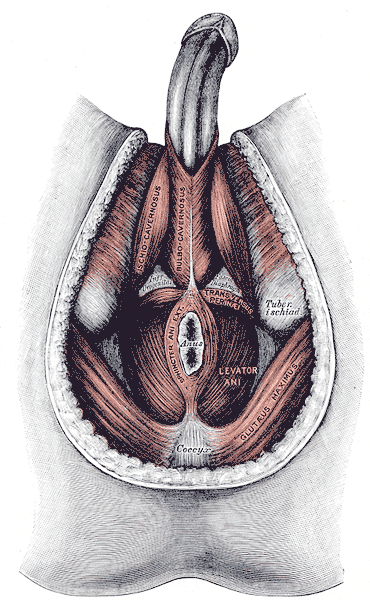
Мышцы мужской промежности
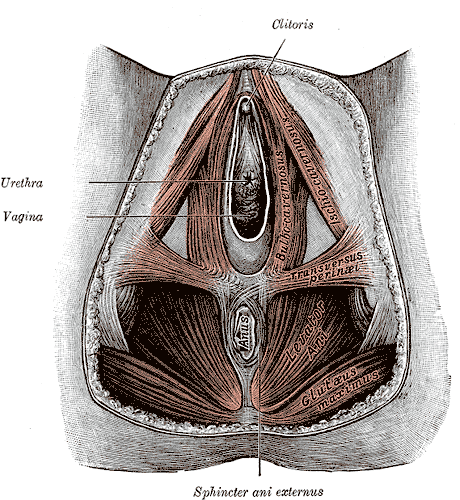
Мышцы женской промежности
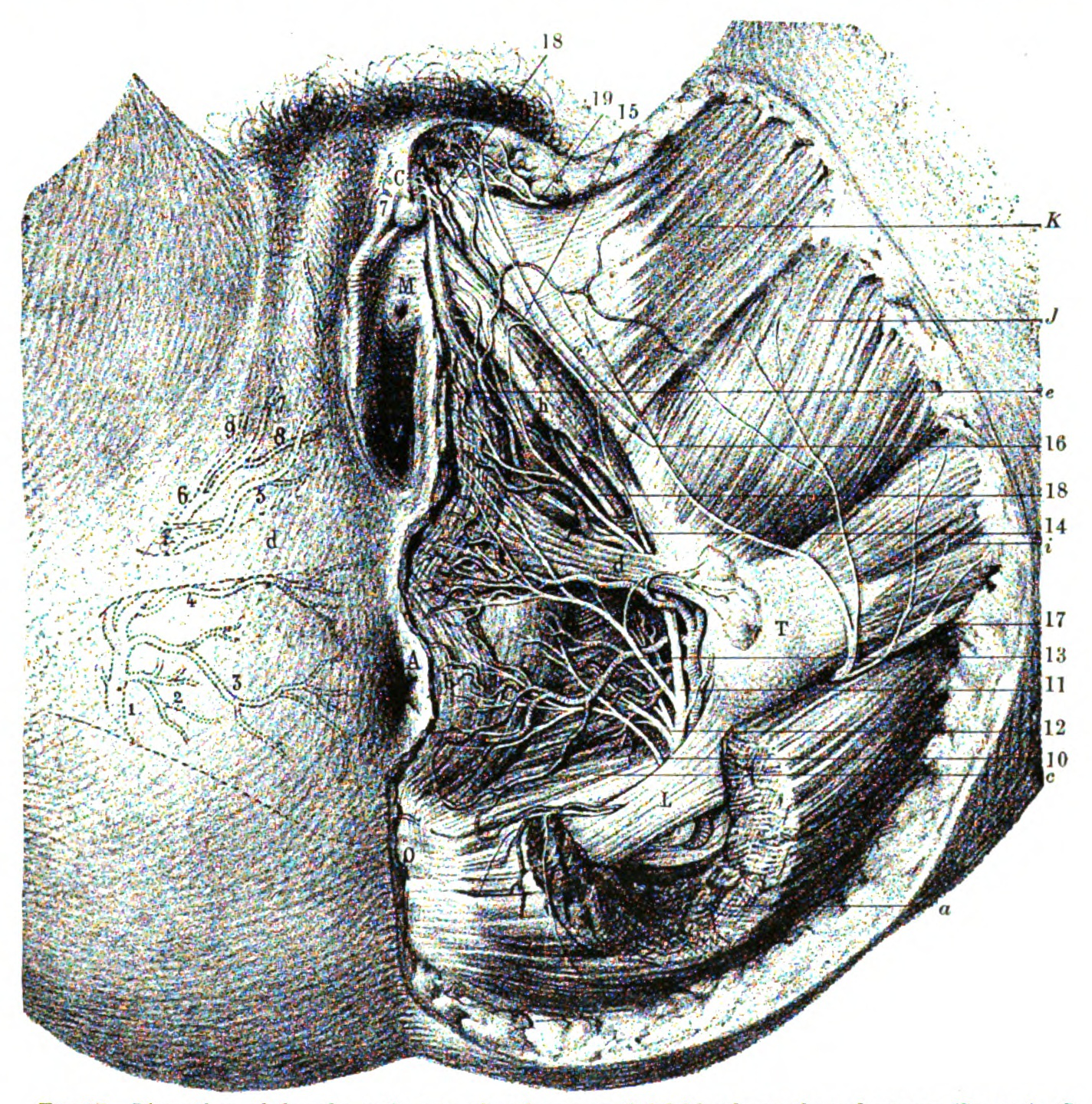
Иннервация и мышцы женской промежности
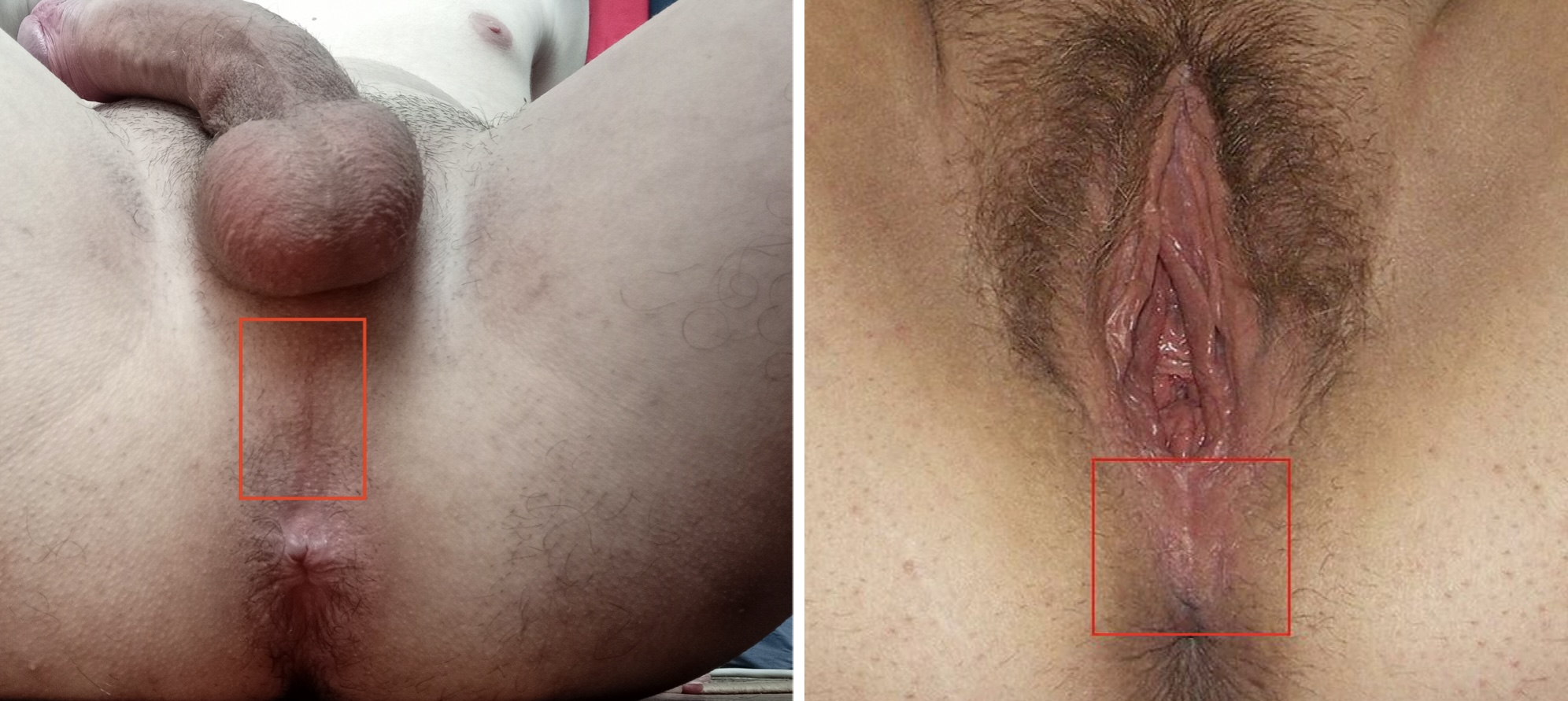
Промежность у мужчин и женщин